# Maciej Wydrzyński

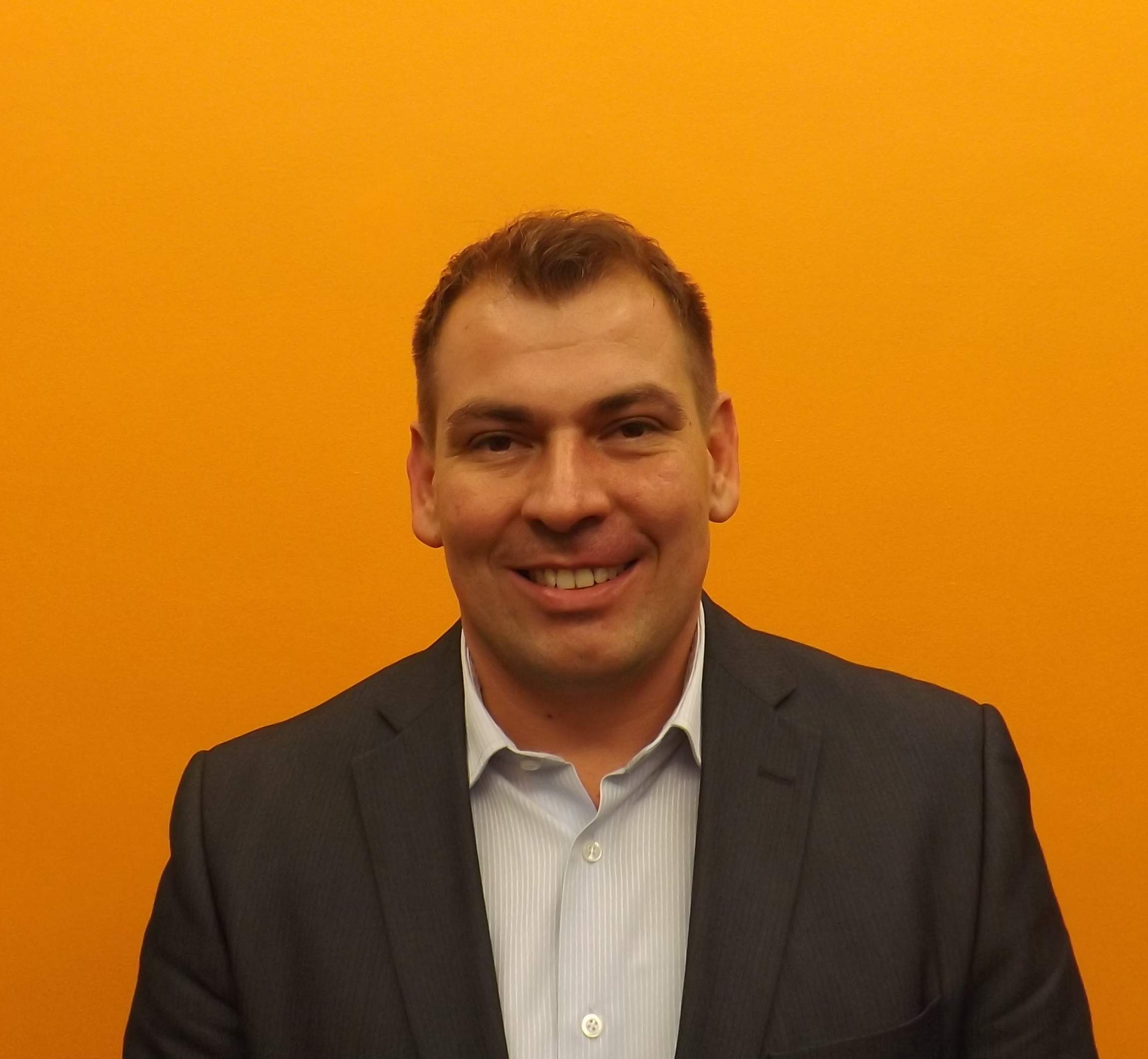
Maciej Wydrzyński

Maciej Wydrzyński (* 15. Dezember 1974 in Bydgoszcz) ist ein polnischer Politiker der Ruch Palikota (Palikot-Bewegung).
Er besuchte das Technikum (Berufsschule) für Geodäsie in Toruń und schloss es 1994 ab. Ab 1996 war er in verschiedenen Branchen, Computer, Kfz, Bau, tätig. 1999 bis 2000 war er Mitglied des Landesrates des Verbandes der Landjugend (Związek Młodzieży Wiejskiej). Im Jahr 2005 war Maciej Wydrzyński Finanzvorstand der Stiftung Feniks, welche sich um Angelegenheiten Behinderter kümmert. 2009 kandidierte er von der Liste des Wahlkomitees der Unia Polityki Realnej für das Europaparlament. Für Maciej Wydrzyński stimmten im Wahlkreis Bydgoszcz 191 Wähler, womit er kein Mandat erhielt. Ab 2010 war er Direktor der Regionalstruktur Toruń der Ruch Poparcia Palikota, dem Vorgänger der Ruch Palikota.
Bei den Parlamentswahlen 2011 trat er auf der Liste der Ruch Palikota an. Dabei stimmten 15.311 Wähler im Wahlkreis 5 Toruń für Maciej Wydrzyński, womit er ein Mandat für den Sejm erhielt. Dort ist er Mitglied in den Ausschüssen für Landwirtschaft und Dorfentwicklung sowie Europaangelegenheiten (Stand März 2012).
Maciej Wydrzyński ist verheiratet und hat zwei Kinder.